# Кисточковые рыбы-клоуны
Кисточковые рыбы-клоуны (лат. Rhycherus) — род лучепёрых рыб из семейства клоуновых (Antennariidae). Эндемики прибрежных вод южной Австралии. Хорошо замаскированные донные хищники, поджидающие жертву из засады, и привлекающие её беловатой приманкой-эской.

## Описание
Тело рыб этого семейства сжато с боков, шаровидное, глаза расположены сбоку, рот большой косоугольный. Первый луч спинного плавника превращён в вытянутый тонкий иллиций, на конце которого находится приманка-эска, похожая на беловатого червя. Их кожа украшена многочисленными отростками и нитями, напоминающими листья красных водорослей. Кисточковая рыба-клоун вырастает до 23 см, Rhycherus gloveri — до 16.

## Ареал и местообитание
Эндемики прибрежных вод южной Австралии.

## Экология
Основное время проводят на морском дне, плавают редко, вместо этого передвигаются, словно «прогуливаются», по дну на грудных и тазовых плавниках. Это хорошо замаскированные хищники-засадчики. Рыба неподвижно сидит на морском дне в ожидании и, когда ничего не подозревающая потенциальная жертва приближается, она начинает покачивать своей эске. Если добыча «клюёт» на приманку и приближается ещё ближе, рыба готовится к действию, а затем атакует с большой скоростью, открывая рот и всасывая добычу.

## Классификация
В составе рода выделяют 2 вида:
- Rhycherus filamentosus Castelnau, 1872 — Кисточковая рыба-клоун
- Rhycherus gloveri Pietsch, 1984